# Greta (djur)
Greta är ett släkte av fjärilar. Greta ingår i familjen praktfjärilar.

## Dottertaxa tillGreta, i alfabetisk ordning[1]
- Greta alphesiboea
- Greta andania
- Greta andromica
- Greta annette
- Greta boliviana
- Greta breviala
- Greta championi
- Greta cubana
- Greta cyrcilla
- Greta dacetis
- Greta depauperata
- Greta dercetis
- Greta diaphanus
- Greta dromica
- Greta enigma
- Greta esula
- Greta gardneri
- Greta incas
- Greta libethris
- Greta lydia
- Greta lyra
- Greta lyrina
- Greta morgane
- Greta moschion
- Greta nerina
- Greta nero
- Greta ochretis
- Greta ortygia
- Greta oto
- Greta polissena
- Greta quinta
- Greta sappho
- Greta telesto
- Greta trifenestra
- Greta umbrana
- Greta umbrosa
- Greta unzerina